# Rivageois
Rivageois es el nombre dado a los habitantes de las comunas de la ribera del Mosa en la provincia de Lieja, incluyendo tanto a los habitantes de las aldeas remotas del valle como Tilleur, Jemeppe Saint-Nicolas, como las jurisdicciones de Grace-Hollogne, Ans y Avroy.

## La revuelta de Rivageois
Entre 1525 y 1531, el Principado de Lieja estuvo en un período de hambruna debido, entre otras cosas, a las malas cosechas. En marzo de 1531, las personas indigentes se revelaronn y retumbó la revolución, alimentados por luteranos y anabaptistas que se unieron a los hambrientos pidiendo la libertad de conciencia.
El 2 de julio de 1531 de Tilleur, una multitud de 800 hombres del ejército que intentan entrar en Lieja, pero los líderes son comprados por el alcalde de Johan Viron, lo que enfureció a la multitud reunida. Al día siguiente 3 de julio, mientras que su número crece visiblemente, los amotinados designan a Michel Goffin y Caltrou hermanos como líderes, que se distribuyen en los pueblos y dan la voz de alarma para despertar a las multitudes. Tres mil rebeldes llegan a las murallas pero son repelidos inicialmente por los ciudadanos y defensores se retiraron a la ciudad, a continuación, pusieron en asedio a la ciudad a la espera de la satisfacción de una carta de protesta al regidor Tilleur pidiendo una mejor distribución de los granos y un mejor precio.
Si bien se llegó a un acuerdo y que algunos rebeldes estaban empezando a regresar a sus hogares, otros se niegan a escuchar a la razón y la cabeza a Avroy, donde saquean los conventos de los Agustinos, los Guillermitas y el de Val-Benoît.
Avisado del motín, Érard de La Marck que estaba en Bruselas desde la primavera, regresó a Lieja el 10 de julio. El 11 de julio, en una asamblea ante el Capítulo de Saint-Lambert, los alcaldes, concejales y los buenos burgueses de Lieja, manifestaron a Erard de la Marck el repudio de los delitos de rebelión y se anunció la represión con el asesoramiento de los XXXII Gremios de la burguesía de Lieja, que aprovecharonn la oportunidad para tratar de obtener beneficios. Erard bastante contrariado, se dirigió a la multitud el domingo 16 de julio por la restauración del orden.

## La Represión
Al día siguiente, Guillermo de Meef, el Secretario de la Ciudad a través de las aldeas para dar a conocer el premio a los alcaldes y funcionarios del tribunal, quien las comunicará los nombres de los líderes del motín. Los jueces designados por Érard de La Marck así mismo elaboraron una lista de cuarenta líderes. El 24 de julio de 1531 los rebeldes fueron arrestados, excepto unos pocos que lograron escapar. Trasladado a Lieja, encarcelado y torturado, que fueron condenados a muerte como traidores y rebeldes contra la persona del príncipe-obispo, la iglesia, la ciudad y el país.
La ejecución por decapitación tuvo lugar en la Plaza del Mercado de Lieja, el 27 de julio, y las cabezas de los rebeldes ejecutados fueron clavadas en las diferentes puertas de la ciudad.